# 1122-es mellékút (Magyarország)
Az 1122-es számú mellékút egy körülbelül 13 kilométer hosszú mellékút Komárom-Esztergom vármegyében, a Gerecse hegység keleti részén. Fő iránya nagyjából végig nyugat-északnyugati.

## Nyomvonala
Úny területén ágazik ki az 1106-os útból, nyugat-délnyugati irányban, kicsit később veszi fel a vonalvezetésére nagyjából végig jellemző nyugat-északnyugati irányt. Pár száz méter után belép Máriahalom területére, majd végighalad a falu belterületén. A településen kiágazik belőle dél felé egy keskeny, 2x1 sávosnak csak nagy jóindulattal nevezhető út, Szomor, Somodorpuszta és Anyácsapuszta irányában. Ez utóbbi útszakaszt egy, a 2000-es évek közepén kiadott térkép még a forgalom elől elzárt útként tüntette fel, de 2015-ben már nyitva állt a közforgalom előtt.
Máriahalmot elhagyva erdőfoltok és mezőgazdasági területek váltják egymást az út mentén, amely itt jobbára 2-300 méter magas dombok között halad. Epöl területére érve előbb egy névtelen patak szegődik mellé, majd ez belefolyik a Vörös-hegyi-patakba, onnét pár száz méteren át ez a vízfolyás lesz az út kísérője. Epöl házait elérve az út kanyart vesz és keresztezi a patakot, amely pár méterrel arrébb beletorkollik a Bajna-Epöli-vízfolyásba. Epöl után egy, a környező hegyeknél magasabb csúcs, a 361,4 méter magas Nagy-Őr-hegy kényszeríti az utat irányváltásokra, majd az út keresztezi a Bajna-Epöl-vízfolyást is. Bajna központja közelében, az 1105-ös útba csatlakozva ér véget.